# Valcalda
Valcalda (friülès Valcjalda) és una de les set valls de la Cjargne, una de les comarques de la província d'Udine (Friül). És disposada en direcció oest-est, i delimitada al Nord pel grup del Crostis (2.251 m), verd de coníferes i pastures, al Sud amb el massís del Monte Arvenis (1.970 m), ric en vgetació. És accessible a l'oest per la Val Degano a Comeglians, mentre que a l'est limita amb Val Bût per Sutrio. Els municipis de la vall són:
- Cercivento (Çurçuvint)
- Ravascletto (Ravasclêt o Monai)